# Emil Ekman
Emil Gotthard Ekman (født 18. september 1880 i Malmø, død 17. maj 1951 i Stockholm) var en svensk marinemaler og raderer.
Han var søn af jernbanearbejderen Lars Nilsson Ekman og Elsa Olsdotter. Ekman kom som 15-årig i malerlære, han studerede ved Malmø Tekniske Aftenskole i 1896-1901 og foretog derefter studierejser til et antal lande i Europa. Han medvirkede i grafiske udstillinger på Liljevalchs kunstgalleri og Kunstakademiet, og udstillede desuden i 1920'erne separat flere gange i Skagen samt i Hultbergs konsthandel i Stockholm i 1937.
Hans kunst bestod hovedsageligt af marinemalerier og han regnedes på sin tid til en af de ypperligste svenskere indenfor genren. Ekman er repræsenteret i samlingerne på Malmö Museum og Skagens Kunstmuseer.

## Trykte kilder
- Svenskt konstnärslexikon del II s. 99, Allhems Förlag, Malmø.
- Elisabeth Fabritius i Skagenleksikon: malerne, modellerne, værkerne og stederne.	s. 52. Red: Lise Svanholm,	Gyldendal A/S, 2003 ISBN 8702019477